# Vitis scortechinii
Vitis scortechinii là một loài thực vật hai lá mầm trong họ Nho. Loài này được (King) Ridl. miêu tả khoa học đầu tiên năm 1923.